# Club Me
Club Me – minialbum wydany przez punkrockową grupę The Offspring w 1997 (1 stycznia). Początkowo album dostępny był tylko dla członków fanklubu zespołu. Został ponownie wydany wraz z albumem  Greatest Hits.

## Lista utworów
1. "I Got a Right" (cover Iggy'ego Popa) – 2:20
2. "D.U.I." (Noodles) – 2:26
3. "Smash It Up" (cover The Damned) – 3:35